# Garciaella
Garciaella is een geslacht van kreeftachtigen uit de klasse van de Ostracoda (mosselkreeftjes).

## Soorten
- Garciaella argentinensis (Rossi De Garcia, 1966) Dingle & Honigstein, 1994 †
- Garciaella knysnaensis (Benson & Maddocks, 1964) Dingle & Honigstein, 1994